# Peter Krier
Peter Krier (* 22. Januar 1935 in Biled, deutsch Billed, Königreich Rumänien; † 17. November 2024 in Schweinfurt) war geschäftsführender Bundesvorsitzender der Landsmannschaft der Banater Schwaben, Mitbegründer und Vorsitzender des Hilfswerks der Banater Schwaben Josef-Nischbach-Seniorenzentrum in Ingolstadt und Träger des Verdienstkreuzes am Bande des Verdienstordens der Bundesrepublik Deutschland.

## Leben und Wirken
Geboren in Biled, als Angehöriger der ethnischen Minderheit der Banater Schwaben, floh Krier im September 1944 zusammen mit seiner Familie vor der heranrückenden sowjetischen Armee nach Österreich. Im Sommer 1946 kehrte die Familie wieder nach Biled zurück. Hier besuchte Peter Krier die Grundschule. Von 1946 bis 1953 absolvierte er das Gymnasium und anschließend die Technische Mittelschule in Timișoara, wo er seinen Abschluss zum Diplomtechniker machte und vorerst als Techniker in Timișoara arbeitete. Am Pädagogischen Institut in Cluj-Napoca (Klausenburg) erlangte er 1968 einen Abschluss als Fachschullehrer. Von 1960 bis 1970 arbeitete er als Fachschullehrer in Biled. 1970 reiste Krier mit seiner Familie in die Bundesrepublik aus. In Deutschland arbeitete er als Konstrukteur und  Projektleiter bei der FAG Kugelfischer in Schweinfurt.
Krier war ehrenamtlich in zahlreichen gemeinnützigen Organisationen und Verbänden tätig. Seine vielseitigen Aktivitäten und Initiativen erstreckten sich insbesondere auf sozialer, kultureller und politischer Ebene. 2002 erhielt er dafür das Bundesverdienstkreuz am Bande der Bundesrepublik Deutschland.
Krier habe sich mit beispielhaftem Engagement für die Banater Schwaben eingesetzt, heißt es in der Begründung des damaligen Bundespräsidenten Johannes Rau. In zahlreichen Führungsaufgaben auf Landes- und Bundesebene, etwa als Landesvorsitzender der Landsmannschaft Bayern und als geschäftsführender Bundesvorsitzender in der Landsmannschaft der Banater Schwaben, habe er sich für seine Landsleute eingesetzt. Krier unterstützte die im Banat lebenden Landsleute, engagierte sich in führender Position beim Sankt Gerhardswerk, der Hilfsorganisation der katholischen Donauschwaben, war maßgeblich an der Einrichtung des Banater Seniorenzentrums in Ingolstadt beteiligt und trug zur Bewahrung des kulturellen Erbes im Banat bei. Krier war Initiator des Kulturverbandes der Deutschen im Banat, Autor eines Buches über die Aufnahme der Flüchtlinge, Vertriebenen und Aussiedler in Schweinfurt und Organisator von Hilfsgütersendungen an bedürftige Landsleute im Banat. Durch seinen beispielhaften Einsatz habe sich Peter Krier verdient gemacht. Er habe zahlreiche Eingliederungsseminare für Aussiedler sowie Seminare und Tagungen zu heimatpolitischen Themen organisiert und sich maßgeblich am Aufbau eines bundesweiten Netzes zur Betreuung von Aussiedlern beteiligt.
Im Bundesvorstand der Landsmannschaft der Banater Schwaben war Peter Krier von 1978 bis 1995 tätig, bis 1988 Referent für Jugendarbeit. 1984 wurde er zum stellvertretenden Bundesvorsitzenden und 1992 zum geschäftsführenden Bundesvorsitzenden gewählt. Diese Funktion hatte er bis 1995 inne. Gleichzeitig engagierte er sich im Landesverband Bayern der Landsmannschaft der Banater Schwaben, wo er von 1978 bis 2003 Landesvorsitzender war. Er war Gründer des Kreisverbands Schweinfurt der Landsmannschaft der Banater Schwaben und war ab 1976 Kreisvorsitzender. Als Gründer der „Heimatortsgemeinschaft Billed“ war er von 1975 bis 2003 deren Vorsitzender. Krier war Mitbegründer des Hilfswerks der Banater Schwaben, Mitglied des Stiftungsrats der Adam-Müller-Guttenbrunn-Stiftung und ab 2011 dessen Vorsitzender.
Krier leitete und initiierte mehrere Kulturprojekte, unter anderem die Gedenkstätte für Adam Müller-Guttenbrunn in dessen Geburtsort Zăbrani, die Billeder Sozialstation und die banatschwäbische Abteilung im Banater Museum und im Banater Dorfmuseum in Timișoara. Er setzte sich für die Renovierung des Nikolaus-Lenau-Denkmals, dessen Geburtshaus in Lenauheim und die Lenau-Ausstellung ein, organisierte und sammelte für die Stefan-Jäger-Ausstellung in Ingolstadt und erstellte einen begleitenden Ausstellungskatalog, der 2012 erschien. Zudem setzte er sich für die Stefan-Jäger-Gedenk- und Begegnungsstätte in Stefan Jägers Geburtsort Jimbolia ein. Gemeinsam mit Luzian Geier erstellte er Konzepte für Ausstellungen des bayrischen Landesverbandes der Banater Schwaben.
Desgleichen war er Mitglied im Landesausschuss des Bundes der Vertriebenen, Landesverband Bayern und Kreisverband Schweinfurt. Krier war ab 1982 Mitglied im Vorstand des Sankt Gerhardswerks der Banater Schwaben und Gründungsmitglied des Gerhardsforums der Banater Schwaben (2008).
Als CSU-Mitglied war er ab 1989 Mitglied im Sozialhilfeausschuss der Stadt Schweinfurt und Mitglied im Petitionsausschuss von Unterfranken (1985–1996). Auf kirchlicher Ebene war er Mitglied im Sachausschuss Ostkirche des Diözesanrats Unterfranken (1986–1996).
Als Bileder wirkte er maßgeblich am organisatorischen Aufbau der Heimatortsgemeinschaft („HOG-Billed“) mit, deren Vorsitzender er fast drei Jahrzehnte war und später deren Ehrenvorsitzender wurde. Er wirkte organisatorisch und publizistisch mit an den 27 Ausgaben des „Billeder Heimatblattes“, der Errichtung des „Billeder Kriegsopferdenkmals“, dem „Billeder Sippenbuch“, den Heimat-Filmaufnahmen und an der Schaffung des „Billeder Heimathauses“ mit.
Krier war darüber hinaus Mitglied in der Christlich-Sozialen Union, im Verein für Deutsche Kulturbeziehungen im Ausland, in der Paneuropaunion, im Volksbund Deutsche Kriegsgräberfürsorge und im Deutschen Alpenverein.

## Auszeichnungen
Peter Krier wurde wiederholt für seine ehrenamtliche Tätigkeit ausgezeichnet:
- 1991 –  Verdienstmedaille des Bundesverdienstordens
- 1994 – Ehrendiplom der Stadt Timișoara
- 1996 – Ehrendiplom der Stadt Jimbolia
- 1996 – Ehrenbürger der Gemeinde Biled
- 2002 –  Verdienstkreuz am Bande des Verdienstordens der Bundesrepublik Deutschland[8]
- 2008 – Prinz Eugen Nadel der Landsmannschaft der Banater Schwaben
- 2010 – Ehrennadel in Gold des Bundes der Vertriebenen
- 2013 – Ehrennadel in Gold des Demokratischen Forums der Deutschen im Banat[9]

## Veröffentlichungen
- Billed, ein Schwabendorf in der Banater Heide – geschichtliche Kurzfassung.[10]
- Nehmt sie auf und rückt zusammen!: Flüchtlinge, Vertriebene und Aussiedler in Stadt und Landkreis Schweinfurt. Bund der Vertriebenen (Hrsg.), Schweinfurt 1999[11]
- Schwester Hildegardis – Weg, Werk und Vermächtnis (Mitautor),  Selbstverlag der Landsmannschaft der Banater Schwaben, Landesverband Bayern, 1996
- Lenau-Gedenkstätte im Banat: Erbe und Auftrag. Begleitbuch zur Wiedereröffnung der Lenau-Gedenkstätte, zum 200. Geburtstag des Dichters, Verlag Editura Artpress, Timișoara 2003, ISBN 973-7911-30-X[12]
- Hommage an Stefan Jäger: Katalog zur Ausstellung und zum Symposium anlässlich des 50. Todestages des Schwabenmalers. Herausgeber: Hilfswerk der Banater Schwaben, Schweinfurt 2012[13][14]
- Schwester Hildegardis Wulff: Lebensbild einer großen Ordensfrau. Symposium zum 50. Todestag, Verlag Hilfswerk der Banater Schwaben Ingolstadt 2013, ISBN 978-3-00-041763-4[13]
- Mitinitiator und Mitautor der Jahresschrift „Billeder Heimatblatt“
- Sklaven im Bărăgan. – Broschüre zur Ausstellung über die Deportation in die Bărăgansteppe[15]